# Lucas Andrea
Pour les articles homonymes, voir Andrea.
 (juin 2025).
Motif : l'utilisateur qui a apposé ce bandeau n'a pas précisé le motif de la pose.
- Archive Wikiwix
- Bing
- Cairn
- DuckDuckGo
- E. Universalis
- Gallica
- Google
- G. Books
- G. News
- G. Scholar
- Persée
- Qwant
- (zh) Baidu
- (ru) Yandex

| 1. | Préciser le motif de la pose du bandeau. | Précisez le motif de la pose du bandeau en utilisant la syntaxe suivante : {{admissibilité à vérifier\|date=juillet 2025\|motif=remplacez ce texte par le motif}}                 |
| 2. | Informer les utilisateurs concernés.     | Pensez à avertir le créateur de l'article, par exemple, en insérant le code ci-dessous sur sa page de discussion : {{subst:avertissement admissibilité à vérifier\|Lucas Andrea}} |

 (juin 2025).
 (juin 2025).
 (juin 2025).
La mise en forme du texte ne suit pas les recommandations de Wikipédia : il faut le « wikifier ».
Les points d'amélioration suivants sont les cas les plus fréquents :
- Les titres sont pré-formatés par le logiciel. Ils ne sont ni en capitales, ni en gras.
- Le texte ne doit pas être écrit en capitales (les noms de famille non plus), ni en gras, ni en italique, ni en « petit »…
- Le gras n'est utilisé que pour surligner le titre de l'article dans l'introduction, une seule fois.
- L'italique est rarement utilisé : mots en langue étrangère, titres d'œuvres, noms de bateaux, etc.
- Les citations ne sont pas en italique mais en corps de texte normal. Elles sont entourées par des guillemets français : « et ».
- Les listes à puces sont à éviter, des paragraphes rédigés étant largement préférés. Les tableaux sont à réserver à la présentation de données structurées (résultats, etc.).
- Les appels de note de bas de page (petits chiffres en exposant, introduits par l'outil «  Source ») sont à placer entre la fin de phrase et le point final[comme ça].
- Les liens internes (vers d'autres articles de Wikipédia) sont à choisir avec parcimonie. Créez des liens vers des articles approfondissant le sujet. Les termes génériques sans rapport avec le sujet sont à éviter, ainsi que les répétitions de liens vers un même terme.
- Les liens externes sont à placer uniquement dans une section « Liens externes », à la fin de l'article. Ces liens sont à choisir avec parcimonie suivant les règles définies. Si un lien sert de source à l'article, son insertion dans le texte est à faire par les notes de bas de page.
- La présentation des références doit suivre les conventions bibliographiques. Il est recommandé d'utiliser les modèles {{Ouvrage}}, {{Chapitre}}, {{Article}}, {{Lien web}} et/ou {{Bibliographie}}. Le mode d'édition visuel peut mettre en forme automatiquement les références.
- Insérer une infobox (cadre d'informations à droite) n'est pas obligatoire pour parachever la mise en page.

Pour une aide détaillée, merci de consulter Aide:Wikification.
Si vous pensez que ces points ont été résolus, vous pouvez retirer ce bandeau et améliorer la mise en forme d'un autre article.
Lucas Andrea, né en 1994 à Auxerre, est un musicien, journaliste, chanteur et artiste plasticien français. Son travail explore les transformations humaines et leurs répercussions sur l’environnement. Il est titulaire d’un diplôme de sémiologie et d’un diplôme des Beaux-Arts (DNSEP). Sa pratique conjugue arts plastiques, musique et écriture,.

## Biographie

### Musique
En 2023, Lucas Andrea publie un premier album en groupe sous le nom de GÁBOR. L’album comporte dix titres aux influences variées, dont certaines critiques soulignent l’aspect poétique et une énergie qualifiée de «rage poétique». Parmi ses influences, le nom d’Étienne Daho est régulièrement cité.
En 2024, il lance sa carrière solo avec l’album Une peau d’Apocalypso, distribué par le label indépendant La Souterraine, reconnu pour son soutien à la scène francophone alternative et ayant accompagné les débuts d’artistes comme Aquaserge, Barbagallo, CHATON, Malik Djoudi ou P.R2B. Ce premier album se distingue par son esthétique, et son hommage à Jean-Luc Le Ténia, figure culte de la chanson française underground. Plusieurs médias notent que ses reprises s’intègrent si naturellement à ses propres compositions qu’elles en deviennent presque indiscernables. Il déclare à ce sujet: «Le virus Le Ténia m’a pris à la gorge, et a donné naissance à plusieurs morceaux. “Fin du mois de Novembre” est alors apparu comme le premier titre de ce qui allait devenir mon premier album.» – Lucas Andrea, Une peau d'Apocalypso, La Souterraine.
Lucas Andrea relate que ce projet a émergé dans l’urgence: contacté par La Souterraine à l’été 2024, il finalise l’album en quelques semaines. Cette spontanéité imprime à l’ensemble un sentiment de tension et d’urgence que l’on retrouve notamment dans des titres comme Inlassable été. Le projet marque une rupture avec son expérience en groupe et l’amène à assumer une forme nouvelle de fragilité sonore et émotionnelle. Le mixage de l’album, confié à un ingénieur du son issu des musiques expérimentales, s’éloigne des canons de la variété française : un choix revendiqué pour accentuer le sentiment d’intimité et de densité musicale.
Le disque lui vaut d’être sélectionné pour la compilation OUF, vol. 1 (2024) aux côtés d’autres artistes émergents de la scène francophone. Cette dernière reçoit un accueil critique élogieux, notamment un coup de cœur de France Culture, une note TTTT de Télérama, ainsi qu’un article de Le Monde saluant «une compilation rafraîchissante».
Son style musical, décrit comme une synthèse de pop synthétique mélancolique et de chanson alternative, a été comparé à Requin Chagrin. Ses influences incluent Christophe, Baxter Dury, Ryūichi Sakamoto, Françoise Hardy et Alain Bashung. Il revendique une écriture guidée par l’obsession du détail sonore et la volonté de «faire surgir l’émotion d’un défaut ou d’un frottement», à travers un travail proche du collage, inspiré de son parcours en arts plastiques.
Dans L’herbe mouillée, il évoque sa ville natale, Saint-Florentin, et le tiraillement entre ses origines sociales et son parcours à Paris. Ce titre, selon lui le plus personnel de l’album, s’inscrit dans une réflexion sur la notion de transfuge social, influencée par des auteurs tels qu’Annie Ernaux, Didier Eribon, Édouard Louis ou Nicolas Mathieu.
En mai 2025, il participe à un album hommage à Françoise Hardy, coordonné par La Souterraine à l’occasion du premier anniversaire de la disparition de la chanteuse. Lucas Andrea y reprend notamment Comment te dire adieu et Effeuille-moi le cœur. Il évoque dans L’Yonne Républicaine l’influence marquante de Françoise Hardy sur sa sensibilité musicale, héritée notamment de sa mère, et la qualifie de «relation presque filiale».
Enfin, Lucas Andrea revendique une approche sensible et dégenrée de la chanson: son pseudonyme, choisi pour son aspect androgyne, accompagne des textes où la vulnérabilité affective occupe une place centrale. Il cite notamment un morceau intitulé Bertrand Cantat, qui interroge la place de certaines figures masculines dans le paysage musical français : «Je l’imaginais presque comme une réflexion sur la musique en elle-même. [...] Une idole déchue que je n’arrive plus à écouter.»
En 2025, il est nommé artiste du mois par la plateforme RIFFX (by Crédit Mutuel). Il annonce la sortie de son deuxième album solo, Chambre avec vue, prévue pour fin 2025, aux sonorités plus rock et introspectives. Un premier single, Les flocons de décembre, est attendu en septembre 2025.

### Art contemporain
En parallèle de son parcours musical, Lucas Andrea poursuit une activité dans les arts plastiques. En 2017, il expose au Palais Jacques-Cœur de Bourges, où il explore les limites du visible à travers la reconstruction en réalité augmentée d’œuvres détruites.
À l’issue de son cursus à l’École nationale supérieure d’art de Bourges, il présente l’œuvre Souvenir de l’Humanité, une boule à neige autodestructrice représentant un taureau ailé, dans le cadre de l’exposition Point de bascule.
En 2019, il est commissaire de l’exposition Shunt, Shunting… Shunted! au centre d’art contemporain 40mcube, où il invite les artistes Dan Shipsides et Neal Beggs à une performance musicale expérimentale intitulée Not Entertaining. Cette performance repose sur un dispositif où la musique est jouée en direct, mais uniquement audible de manière individuelle via des casques, créant un décalage entre expérience collective et réception solitaire,.

## Discographie

### Albums
- 2023 : Ignition (GÁBOR)
- 2024 : Une peau d'Apocalypso

### Compilations
- 2024 : Des cadences (La Souterraine)
- 2024 : Des cadences 1.2 (La Souterraine)
- 2024 : OUF ((2020-2025)) [Vol.1] (La Souterraine)

### Albums collectifs
- 2025 : Hardie, hommage à Françoise (La Souterraine)

## Expositions

### Expositions collectives
- 2016 : Au-delà de l’Héritage, Esplanade du Sacré-Cœur, Paris, France[20].
- 2017 : Point de bascule, Galerie La Box, Bourges, France[21].
- 2017 : Les Formes du Pouvoir, Palais Jacques Cœur, Bourges, France.
- 2017 : Je suis : when art talks terrorism, Science Po, Paris, France.
- 2019 : Shunt, Shunting… Shunted!, 40mcube, Rennes, France.